# Лёйхт, Кристиан Леонхард
Кристиан Леонхард Лёйхт (нем. Christian Leonhard Leucht; 12 февраля 1645, Арнштадт — 24 ноября 1716) — немецкий юрист.
Изучал право в Лейпциге, Гиссене и Йене. Был советником Нюрнбергского магистрата.
Из трудов Лёйхта особенное значение имело предпринятое им начиная с 1697 года ежегодное издание (по два тома в год) «Европейская государственная канцелярия» (нем. Europäische Staats-Cantzley) — важнейшее германоязычное периодическое издание по государственному праву. Лёйхт редактировал его до самой смерти под псевдонимом Антониус Фабер (лат. Antonius Faber), который при его жизни так и не был раскрыт. Это издание продолжало выходить, в том или ином виде, вплоть до 1803 г.